# Aeroporto Internacional de Resistencia
O Aeroporto Internacional Resistencia (IATA: RES, ICAO: SARE) serve a cidade de  Resistencia, província de Chaco, Argentina. 
Foi construído em 1965 e seu terminal foi concluído em 1971. É conhecido também como Aeropuerto de Resistencia General José de San Martín. Por seu tamanho e desenho é um marco na história aeroportuária da Argentina e até hoje se diferencia dos demais aeroportos pela sua arquitetura.
Possui um terminal de passageiros de 6,500 m², 128,850 m² de pistas e um estacionamento para 150 carros. É operado pela Aeropuertos Argentina 2000.

## Terminal
| Companhias            | Destinos                         |
| --------------------- | -------------------------------- |
| Aerochaco             | Buenos Aires-Aeroparque, Córdoba |
| Aerolíneas Argentinas | Buenos Aires-Aeroparque          |